# Asylum (California)
Asylum es un área no incorporada ubicada en el condado de Mendocino en el estado estadounidense de California.

## Geografía
Asylum se encuentra ubicada en las coordenadas 39°8′1″N 123°12′2″O / 39.13361, -123.20056.